# Приштина (аеропорт)
Міжнародний аеропорт Приштини «Адем Яшарі» (алб. Aeroporti Ndërkombëtar i Prishtinës Adem Jashari, серб. Међународни аеродром Приштина) — міжнародний аеропорт на відстані 15 км на південний захід від Приштини — столиці Республіки Косово.
Аеропорт побудований 1965 року й мав до 1990 року статус аеропорту для місцевих авіаліній, з якого виконувалися авіарейси на Белград. З 1990 року аеропорту надано міжнародний статус і Аеропорт «Слатіна» став приймати й відправляти регулярні рейси до Швейцарії і Німеччини. У період з березня по 15 жовтня 1999 аеропорт використовувався як військовий аеродром. З 15 жовтня 1999 пасажирські авіарейси відновлено.

## Галерея

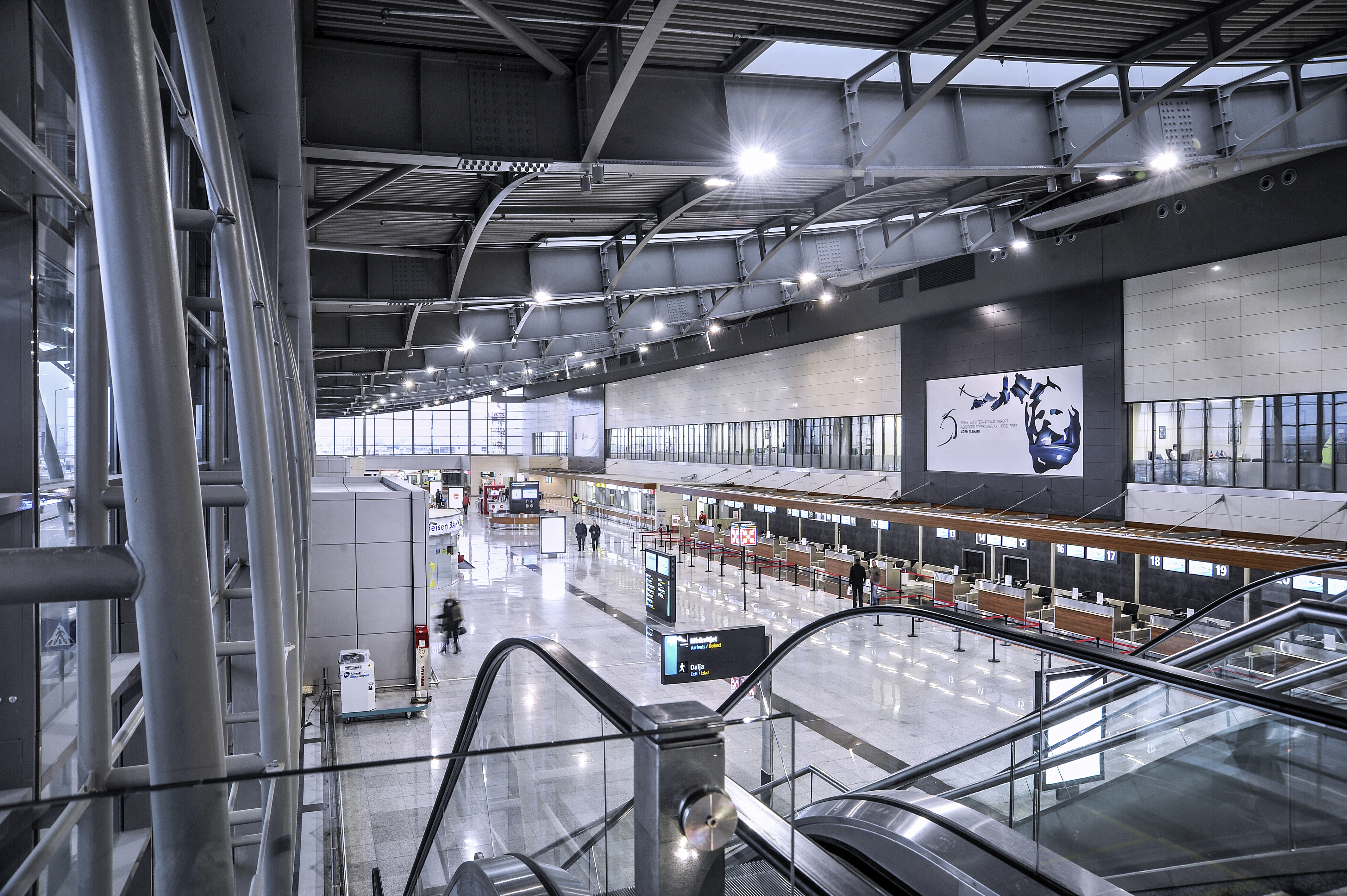
Інтер'єр
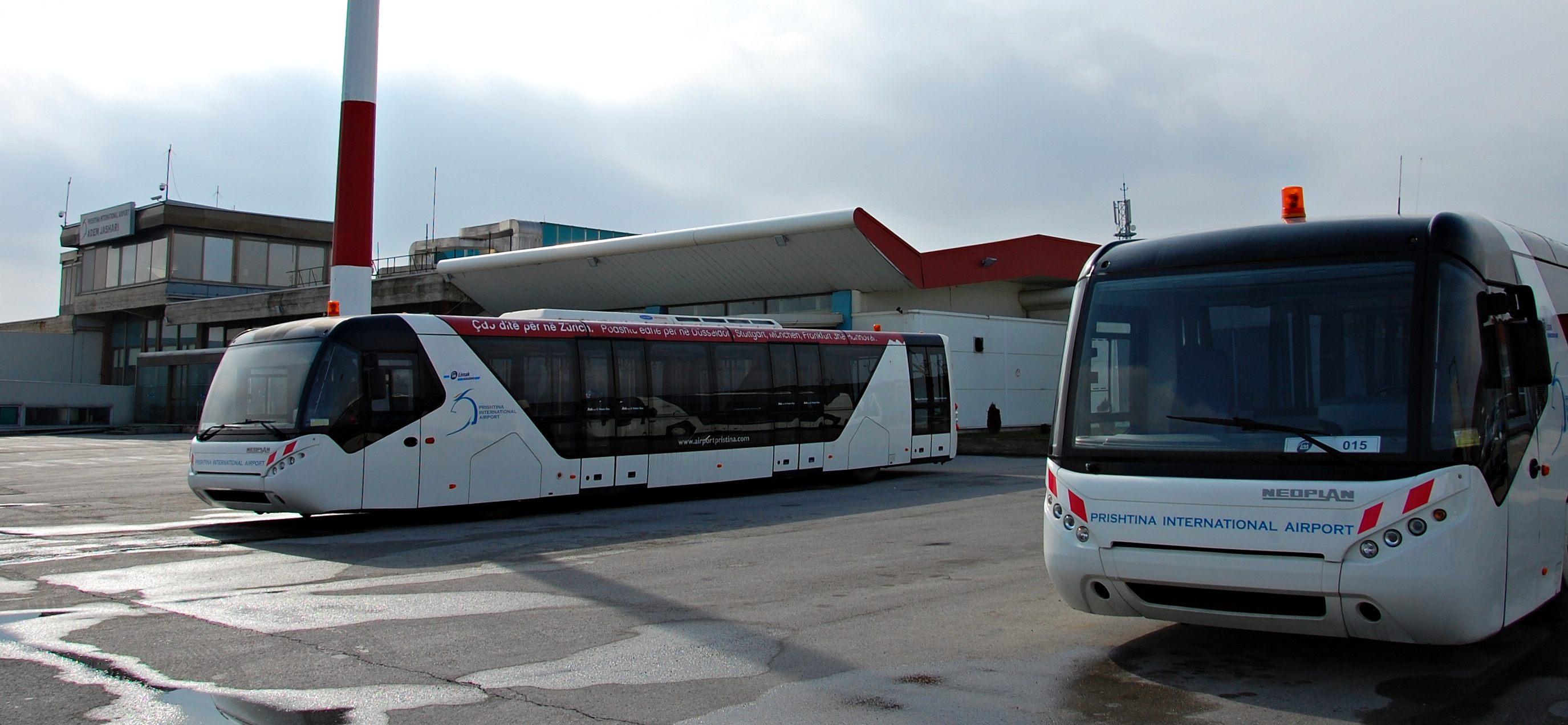
Автобуси
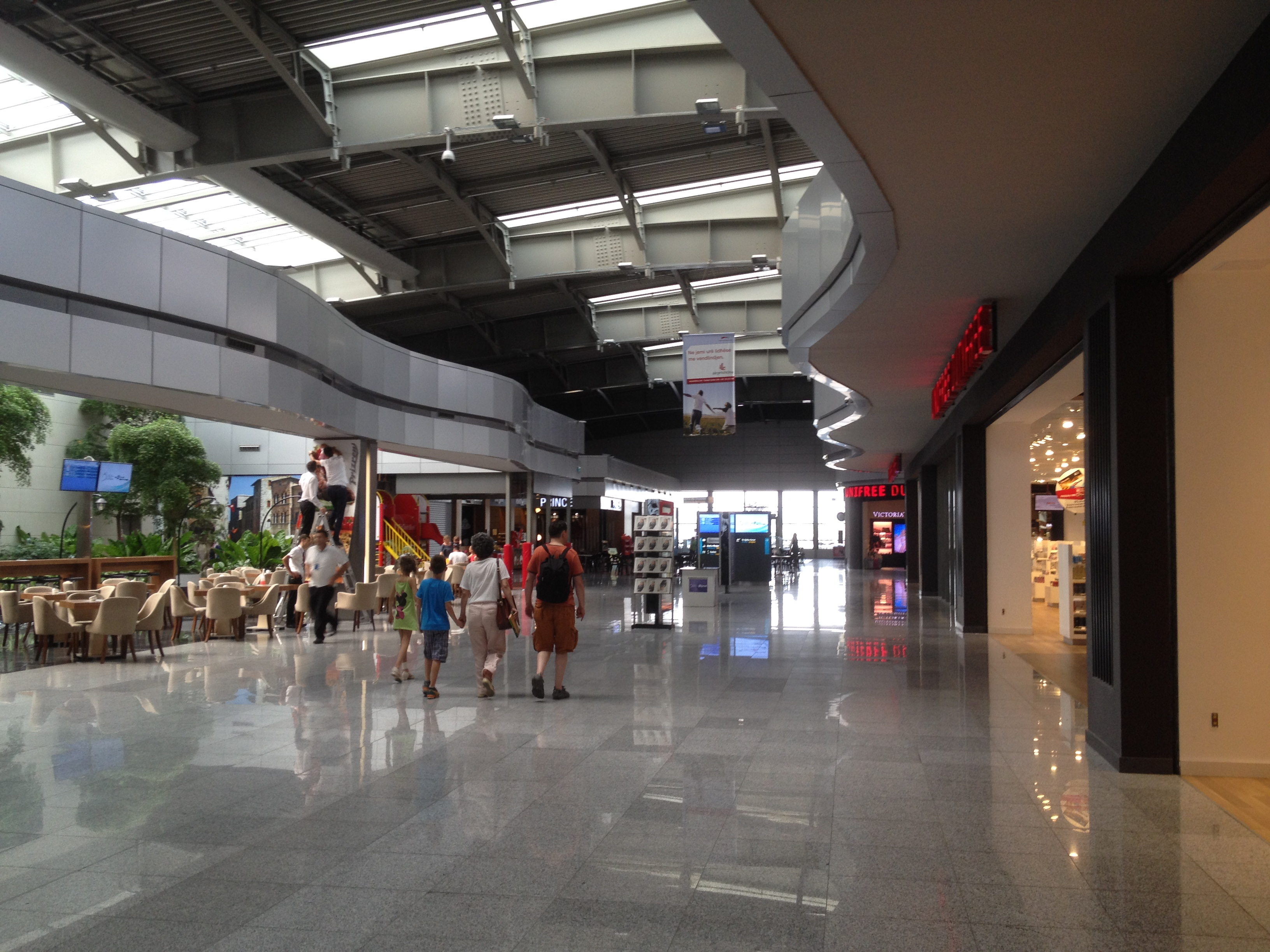
Магазини всередині аеропорту
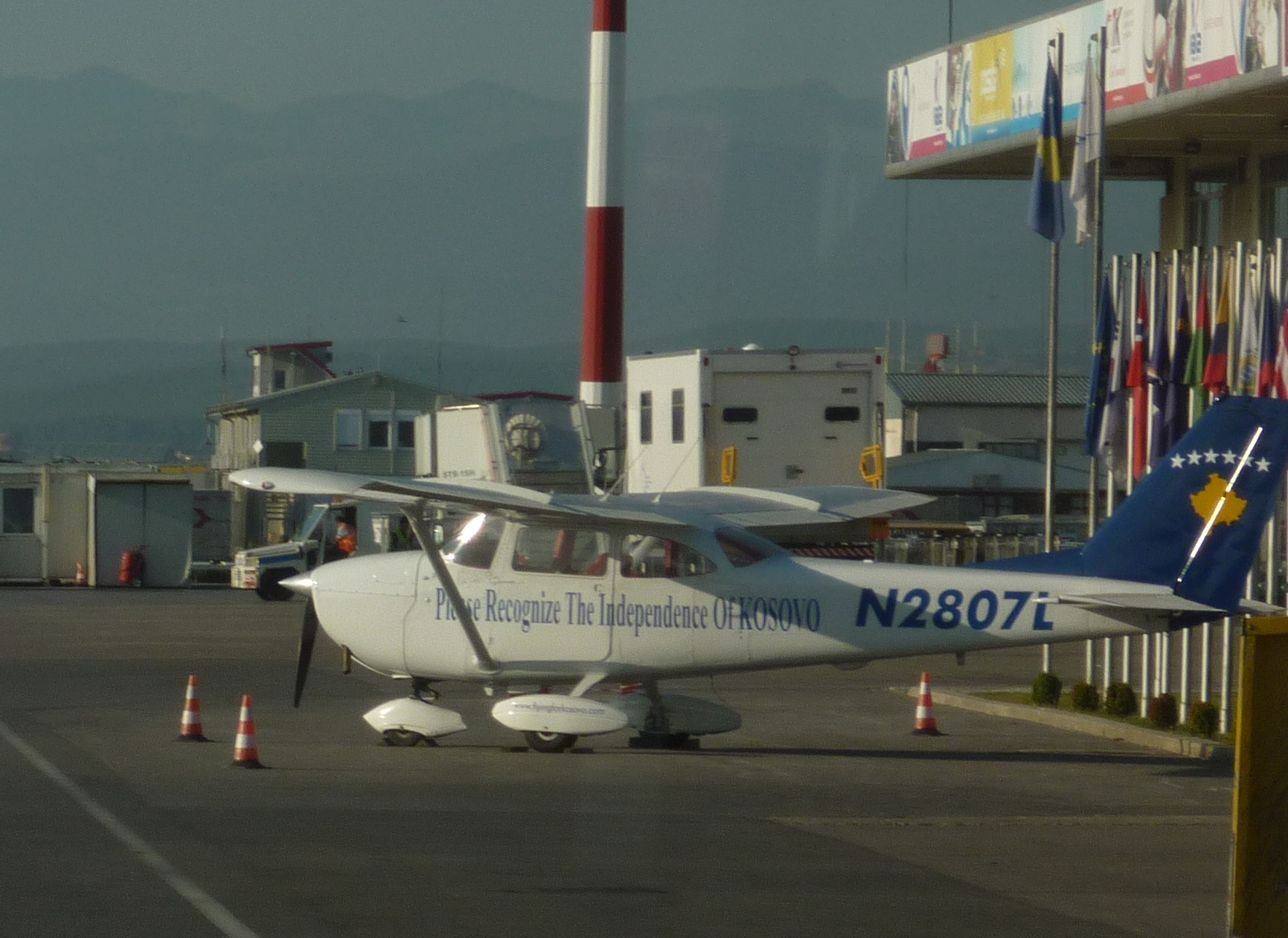
Гвинтовий Сесна
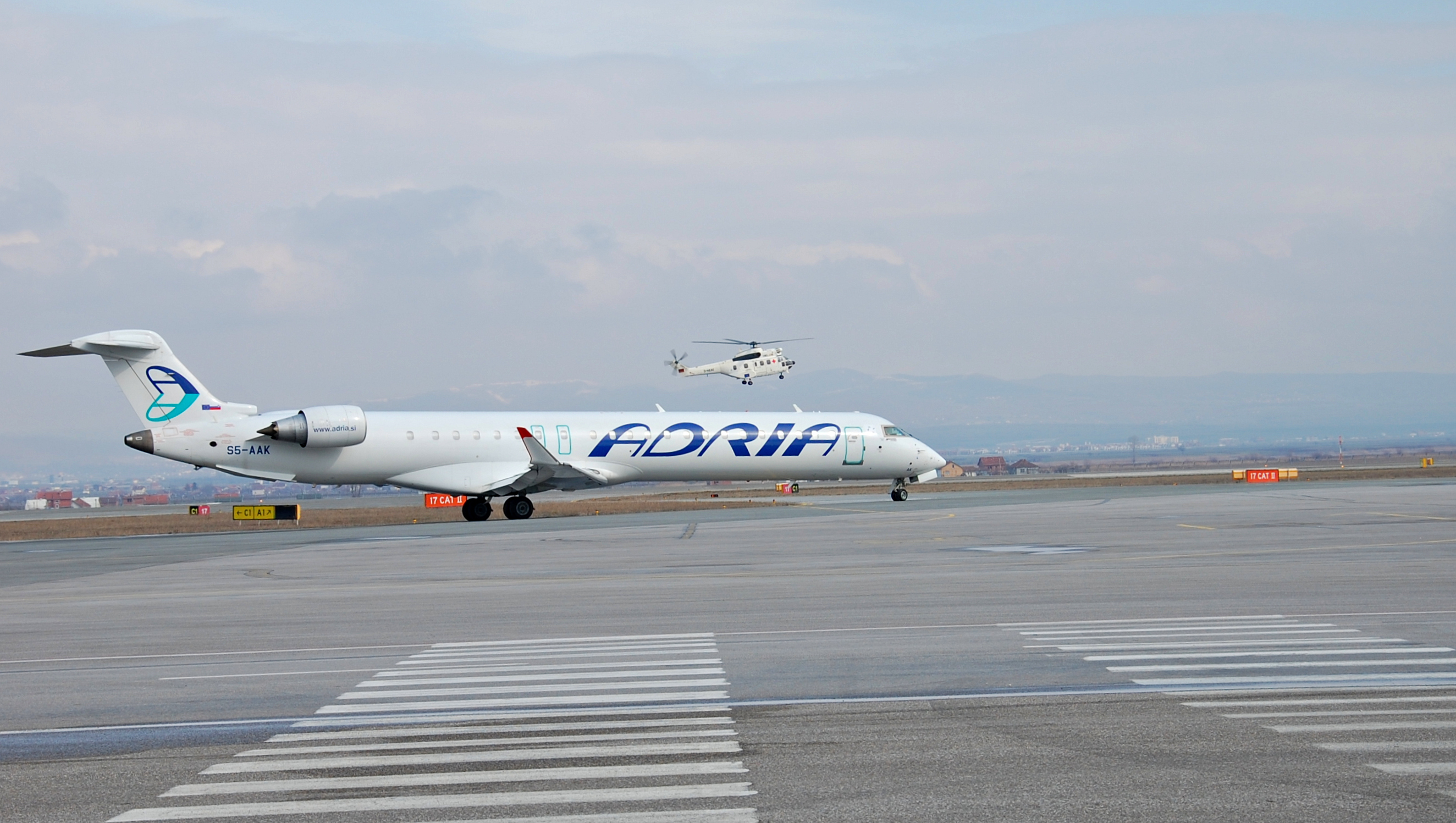
Літак авіакомпанії "Адріа"
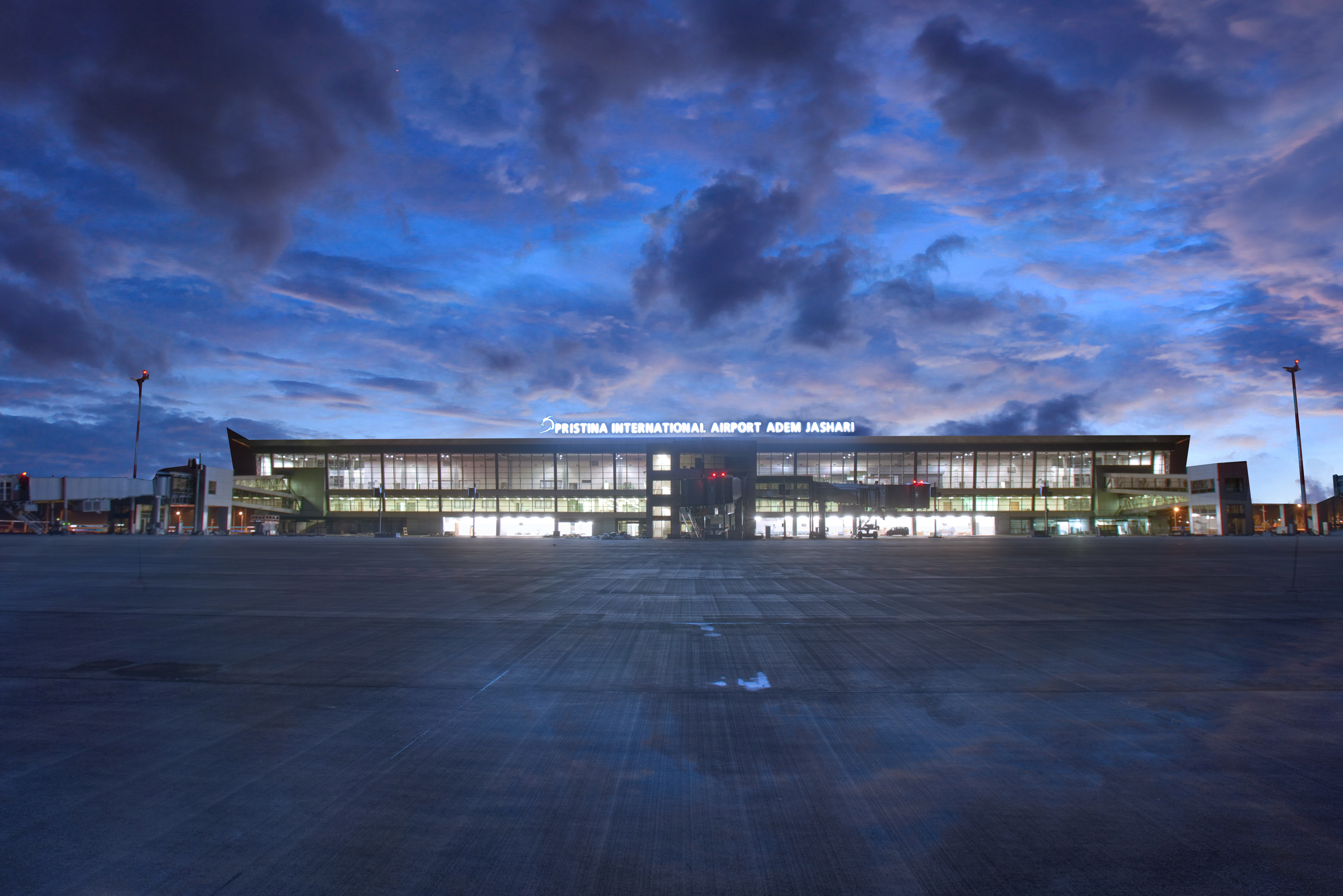
Аеропорт увечері